# Dinastija Ngujen
Dinastija Ngujen ili kuća Ngujen (vijetnamski 家阮; han-nom: 阮朝, Nguyễn triều) bila je zadnja carska familija Vijetnama. Njihova pradavna linija može se pratiti do početka nove ere. Međutim, tek sredinom šesnaestog veka najambicioznija porodična grana, Ngujenskih vladara je uspela da osvoji, kontroliše i uspostavi feudalnu vlast nad velikom teritorijom.
Dinastička vladavina počela je sa usponom na presto 1802. godine Gia Longa, nakon što je okončana prethodna dinastija Taj Son. Tokom svog postojanja, carstvo je postepeno apsorbovala Francuska tokom nekoliko decenija. Ovo je počelo kampanjom Kočinkina 1858. godine koja je dovela do okupacije južnog područja Vijetnama. Usledio je niz neravnopravnih ugovora; okupirana teritorija postala je francuska kolonija Sagonskim sporazumom 1862. godine, a Sporazum iz Hue 1863. dao je Francuskoj pristup vijetnamskim lukama i povećao kontrolu nad njegovim spoljnim poslovima. Konačno, Sporazum iz Hue 1883. i 1884. uspostavili su protektorat nad preostalim vijetnamskim teritorijama, podelivši ga na Protektorat Anam i Tonkin pod samo nominalnom vladavinom dinastije Ngujen. Oni su 1887. godine spojeni sa Kočinkinom i Kambodžom, čime je formirana Francuska Indokina.
Dinastija Ngujen je zadržala formalni status cara Anama i Tonkina u Indokiniji do Drugog svetskog rata. Japan je okupirao Indokinu sa francuskom saradnjom 1940. godine, ali kako se činilo da je rat sve više izgubljen, Japanci su srušili francusku administraciju u martu 1945. i proglasili nezavisnost svojih konstitutivnih zemalja. Carstvo Vijetnama pod carem Bao Dajem bilo je nominalno nezavisna japanska marionetska država tokom poslednjih meseci rata. To se završilo abdikacijom Bao Đaja nakon predaje Japana i komunističke revolucije od strane antikolonijalnog Vijetmina u avgustu 1945. Ovim je okončana 143-godišnja vladavina dinastije Ngujen.

## Poreklo i uspon na vlast
Prvi put pomenut u prvom veku, porodični klan Ngujen, koji potiče iz provincije Tanj Hoa, imao je značajan politički uticaj i vojnu moć, naročito tokom rane moderne vijetnamske istorije. Pripadnost vladajućoj eliti potiče iz desetog veka kada je Ngujen Bak postavljen za prvog velikog kancelara kratkotrajne dinastije Đinj pod Đinjom Bo Linhom i njegovim naslednikom carem Le Lojem iz rane dinastije Le. Ngujen Ti Anj, kraljica supruga imperatora Le Taj Tonga služila je kao službeni regent Anama u ime svog sina cara Le Njana Tonga između 1442. i 1453. godine.
Godine 1527, Mak Đang Dung, nakon poraza i pogubljenja Le vasala Ngujen Hoang Du u građanskom ratu, pojavio se kao posredni pobednik i uspostavio dinastiju Mak svrgavajući cara Le Kung Hoanga nekada uspešne, ali brzo propadajuće kasne dinastije Le. Sin Ngujen Hoang Dua Ngujen Kim i njegovi saveznici vladari Trinj ostali su lojalni Leu i pokušali su da vrate dinastiju Le na vlast, rasplamsavajuću na taj način građanski rat.
Ngujen Kim, koji je bio vođa saveza tokom šestogodišnjeg osvajanja Južne dinastije protiv Mak Đang Dunga, bio je 1545. godine žrtva atentata zarobljenog generala Mak. Kimov zet, Trinj Kiem (koji je ubio najstarijeg sina Ngujena Kima), preuzeo je komandu nad savezom. Godine 1558, Le Anj Tong, car obnovljene dinastije Le, poverio je Ngujen Hoangu (Kimovom drugom sinu) upravu u južnom delu centralnog Vijetnama, koje je bio osvojen tokom 15. veka od Čampa kneževina.

## Literatura
- Amirell, Stefan E. (2019), Pirates of Empire Colonisation and Maritime Violence in Southeast Asia, Cambridge University Press, ISBN 978-1-108-63682-7
- Avakov, Alexander V. (2015), Two Thousand Years of Economic Statistics, Years 1–2012 Population, GDP at PPP, and GDP Per Capita. Volume 1, By Rank · Volume 1, Algora Publishing, ISBN 978-1-62894-101-2
- Balfour, Francis (1884). The Works of Francis Maitland Balfour: Volume 3.
- Bennett, Terry (2020). Early Photography in Vietnam. ISBN 978-19129-6-104-7.
- Bradley, Camp Davis (2016). Imperial Bandits: Outlaws and Rebels in the China-Vietnam Borderlands. Seattle and London: University of Washington Press. ISBN 978-0-295-74205-2.
- Chandler, David (2018). A History of Cambodia (4 изд.). Routledge. ISBN 978-0429964060.
- Chapuis, Oscar (2000). The Last Emperors of Vietnam: from Tu Duc to Bao Dai. Greenwood Press. ISBN 0-313-31170-6.
- Choi, Byung Wook (2004a), Southern Vietnam Under the Reign of Minh Mạng (1820-1841): Central Policies and Local Response, SEAP Publications, ISBN 978-1-501-71952-3
- ——— (2004b), „The Nguyen dynasty’s policy toward Chinese on the Water Frontier in the first half of the Nineteenth Century”,  Ур.: Nola, Cooke, The Water Frontier, Singapore University Press, стр. 85—99
- Dror, Olga (2007), Cult, Culture, and Authority : Princess Lieu Hanh in Vietnamese History, University of Hawaii Press, ISBN 978-0-8248-2972-8
- Dutton, George Edson (2006). The Tây Sơn uprising: society and rebellion in eighteenth-century Vietnam. University of Hawaii Press. ISBN 0-8248-2984-0.
- Everett, Edward (1841). The North American Review:Volume 52.
- Goscha, Christopher (2016). Vietnam: A New History. Basic Books. ISBN 978-0-46509-436-3.
- Heath, Ian (2003) [1998]. Armies of the Nineteenth Century: Burma and Indo-China. Foundry Books. ISBN 978-1-90154-306-3.
- Hiley, Richard (1848) [1843]. Progressive geography, adapted to junior classes. Oxford University.
- Holcombe, Charles (2017). A History of East Asia: From the Origins of Civilization to the Twenty-First Century. Cambridge University Press. ISBN 978-11071-1-873-7.
- Keane, A. H. (1896). Stanford's Compendium of Geography and Travel: Asia - Vol II: Southern and Western Asia. E. Stanford.
- Kiernan, Ben (2019) [2017]. Việt Nam: a history from earliest time to the present. Oxford University Press. ISBN 978-0-19005-379-6.
- Keith, Charlers (2012). Catholic Vietnam: A Church from Empire to Nation. University of California Press. ISBN 978-0-52027-247-7.
- Kollman (pub.) (1846). Sion. Eine Stimme in der Kirche für unsere Zeit. Eine rel. Zeitschrift ... eine Hausbibliothek für Geistliche und fromme katholische Familien. Hrsg. durch einen Verein von Katholiken u. red. von Thomas Wiser u. W. Reithmeier: Volume 28.
- Johnston, A. K. (1880). A School Physical and Descriptive Geography. Oxford University.
- ——— (1881). A Physical, Historical, Political, & Descriptive Geography. E. Stanford.
- Lieberman, Victor B. (2003). Strange Parallels: Southeast Asia in Global Context, c. 800–1830, volume 1, Integration on the Mainland. Cambridge University Press. ISBN 978-0-521-80496-7.
- Li, Tana (1994), „Rice Trade in the 18th and 19th Century Mekong Delta and Its Implication”,  Ур.: Aphornsuvan, Thanet, An International Seminar on Thailand and her neighbours: Laos, Vietnam and Cambodia, Thammasat University Press, стр. 198—213
- ——— (2002), Việt Nam học kỷ yếu Hội thảo quốc tế lần thứ nhất, Thế giới Publishing, стр. 141—150
- ——— (2004a), „The Water Frontier: In Introduction”,  Ур.: Nola, Cooke, The Water Frontier, Singapore University Press, стр. 1—20, ISBN 978-0-74253-082-9
- ——— (2004b), „The late 18th and early 19th-century Mekong Delta in the Regional Trade System”,  Ур.: Nola, Cooke, The Water Frontier, Singapore University Press, стр. 71—84
- ——— (2004c), „Ships and ship building in the Mekong delta, 1750–1840”,  Ур.: Nola, Cooke, The Water Frontier, Singapore University Press, стр. 119—135
- ——— (2018) [1998]. Nguyen Cochinchina: Southern Vietnam in the Seventeenth and Eighteenth Centuries. Cornell University Press.
- Marr, David G. (1981). Vietnamese Tradition on Trial, 1920-1945: Volume 10. University of California Press.
- McGregor, John (1834). The Resources and Statistics of Nations Exhibiting the Geographical Position and Natural Resources, the Area and Population, the Political Statistics ... of All Countries · Volume 2.
- McHale, Frederick (2008). Print and Power: Confucianism, Communism, and Buddhism in the Making of Modern Vietnam. Hawaii: University of Hawaii Press. ISBN 978-0-82484-304-5.
- McLeod, Mark W. (1991). The Vietnamese response to French intervention, 1862–1874. New York: Praeger. ISBN 0-275-93562-0.
- Mikaberidze, Alexander (2020). The Napoleonic Wars: A Global History. Oxford University Press. ISBN 978-0-199-39406-7.
- Miller, Robert (1990). United States and Vietnam 1787-1941. Washington DC: National Defense University Press. ISBN 978-0-788-10810-5.
- Momoki, Shiro (2015), „The Vietnamese empire and its expansion, c.980–1840”,  Ур.: Wade, Geoff, Asian Expansions: The Historical Experiences of Polity Expansion in Asia, Routledge, стр. 144—166, ISBN 978-0-41558-995-6
- Popkin, Samuel (1979), The Rational Peasant: The Political Economy of Rural Society in Vietnam, University of California Press, ISBN 978-0-520-03954-4
- O'Brien, Patrick Karl (2007), Philip's Atlas of World History, Philip's, ISBN 978-0-54008-867-6
- Peters, Erica J. (2012), Appetites and Aspirations in Vietnam: Food and Drink in the Long Nineteenth Century, AltaMira Press, ISBN 978-0-759-12075-4
- Richardson, John (1880). A smaller manual of modern geography. Physical and political. John Murray.
- Staunton, Sidney A. (1884). The War in Tong-king:Why the French are in Tong-king, and what They are Doing There. Cupples, Upham.
- Taylor, K.W. (2013), A History of the Vietnamese, Cambridge University Press, ISBN 978-0-520-07417-0
- Toda, Ed (1882). Annam and its minor currency. Noronha & Sons.
- Verlag d. Industrie-Comptoirs (Austria) (1827). Neue allgemeine geographische und statistische Ephemeriden.
- White, John (1824). A Voyage to Cochinchina. Longman, Hurst, Rees, Orme, Brown, and Green.
- Whitmore, John K.; Zottoli, Brian (2016), „The Emergence of the state of Vietnam”,  Ур.: Peterson, Willard J., The Cambridge History of China: Volume 9, The Ch'ing Dynasty to 1800, Part 2, Cambridge: Cambridge University Press, стр. 197—233
- Woodside, Alexander (1988) [1971]. Vietnam and the Chinese model: a comparative study of Vietnamese and Chinese government in the first half of the nineteenth century. Cambridge, Massachusetts: Harvard University Press. ISBN 0-674-93721-X.
- Wilcox, Wynn (2010). Vietnam and the West: New Approaches. Cornell University, Southeast Asia Program. ISBN 978-0-877-27782-8.
- Woods, L. Shelton (2002). Vietnam: a global studies handbook. ABC-CLIO. ISBN 978-1-57607-416-9.
- Ooi, Keat Gin (2004). Southeast Asia: A Historical Encyclopedia, from Angkor Wat to East Timor. ABC-CLIO. ISBN 978-1-57607-770-2.
- Phan, Khoang (1985). Việt sử: xứ đàng trong, 1558–1777. Cuộc nam-tié̂n của dân-tộc Việt-Nam (на језику: вијетнамски). Xuân thu.
- Knoblock, John; Riegel, Jeffrey (2001). The Annals of Lü Buwei. Stanford University Press. ISBN 978-0804733540.
- Yue Hashimoto, Oi-kan (1972). Phonology of Cantonese. Cambridge University Press. ISBN 978-0-521-08442-0.
- Cooke, Nola (2004). „Early Nineteenth-Century Vietnamese Catholics and Others in the Pages of the Annales de la Propagation de la Foi”. Journal of Southeast Asian Studies. 35 (2): 261—285. S2CID 153524504. doi:10.1017/S0022463404000141 — преко Cambridge University Press.
- Dyt, Karynth (2015). „Calling for Wind and Rain" Rituals: Environment, Emotion, and Governance in Nguyễn Vietnam, 1802–1883”. Journal of Vietnamese Studies. 10 (2): 1—42. doi:10.1525/vs.2015.10.2.1 — преко JSTOR.
- Friedland, William H. (1977). „Community and Revolution in Modern Vietnam. Alexander B. Woodside”. American Journal of Sociology. Chicago: University of Chicago. 83 (2): 520—521. doi:10.1086/226584.
- Koizomi, Junko (2015). „The 'Last' Friendship Exchanges between Siam and Vietnam, 1879–1882: Siam between Vietnam and France—and Beyond”. TRaNS: Trans-Regional and -National Studies of Southeast Asia. 4 (1): 131—164. S2CID 163196181. doi:10.1017/trn.2015.18 — преко Cambridge University Press.
- Kelley, Liam C. (2006). „"Confucianism" in Vietnam: A State of the Field Essay”. Journal of Vietnamese Studies. 1 (1–2): 314—370. doi:10.1525/vs.2006.1.1-2.314 — преко University of California Press.
- Rungswasdisab, Puangthong (1995). War and trade: Siamese interventions in Cambodia, 1767-1851 (Теза). University of Wollongong Australia.
- Smith, R. B. (1974). „Politics and Society in Viet-Nam during the Early Nguyen Period (1802-62)”. The Journal of the Royal Asiatic Society of Great Britain and Ireland. 106 (2): 153—169. S2CID 155581972. doi:10.1017/S0035869X00131995 — преко JSTOR.
- Weber, Nicholas (2011). „Securing and Developing the Southwestern Region: The Role of the Cham and Malay Colonies in Vietnam (18th-19th centuries)”. Journal of the Economic and Social History of the Orient. 54 (5): 739—772. doi:10.1163/156852011X614037 — преко Brill Publishers.
- Shaofei, YE; Guoqing, Zhang (2016). „The relationship between Nanyue and Annam in the ancient historical records of China and Vietnam”. Honghe Prefecture Center for Vietnamese Studies, Honghe University. Архивирано из оригинала 16. 10. 2018. г. Приступљено 01. 10. 2022 — преко CNKI Journal Translation Project.
- Meacham, William (1996). „Defining the Hundred Yue”. Bulletin of the Indo-Pacific Prehistory Association. 15: 93—100. doi:10.7152/bippa.v15i0.11537.
- Norman, Jerry; Mei, Tsu-lin (1976). „The Austroasiatics in Ancient South China: Some Lexical Evidence”. Monumenta Serica. 32: 274—301. doi:10.1080/02549948.1976.11731121.